# Bahnhof Shimonita
Der Bahnhof Shimonita (jap. 下仁田駅 Shimonita-eki) ist ein Bahnhof auf der japanischen Insel Honshū. Er wird von der Bahngesellschaft Jōshin Dentetsu betrieben und befindet sich in der Präfektur Gunma auf dem Gebiet der Gemeinde Shimonita.

## Beschreibung
Shimonita ist die westliche Endstation der Jōshin-Linie, einer 33,7 km langen, zum Bahnhof Takasaki führenden Stichstrecke. Nahverkehrszüge mit Halt an allen Zwischenstationen fahren tagsüber alle 30 bis 40 Minuten. Während der morgendlichen Hauptverkehrszeit fahren sie ungefähr viertelstündlich, abends in der Gegenrichtung halbstündlich. Vor dem Bahnhof befinden sich mehrere Bushaltestellen, die von neun Linien der Gesellschaften Shimonita Bus und Nanmoku Bus sowie einem örtlichen Taxibusbetrieb bedient werden.
Der Bahnhof steht im Zentrum des Ortes Shimonita, in unmittelbarer Nähe zum Ufer des Flusses Kabura. Die Anlage ist als Kopfbahnhof konzipiert und von Osten nach Westen ausgerichtet. Zwei Gleise enden stumpf an einem überdachten Mittelbahnsteig. Vom daran angrenzenden Querbahnsteig führt ein kurzer Verbindungsgang zum hölzernen Empfangsgebäude an der Nordseite. Das Gelände ist relativ weitläufig – ein Überbleibsel aus der Zeit, als noch reger Güterverkehr herrschte. Der zweigeschossige Güterschuppen an der Südseite ist bis heute erhalten geblieben. Es gibt vier Nebengleise, auf denen nachts Züge abgestellt werden.
Im Fiskaljahr 2019 nutzten täglich durchschnittlich 211 Fahrgäste den Bahnhof.

## Bilder

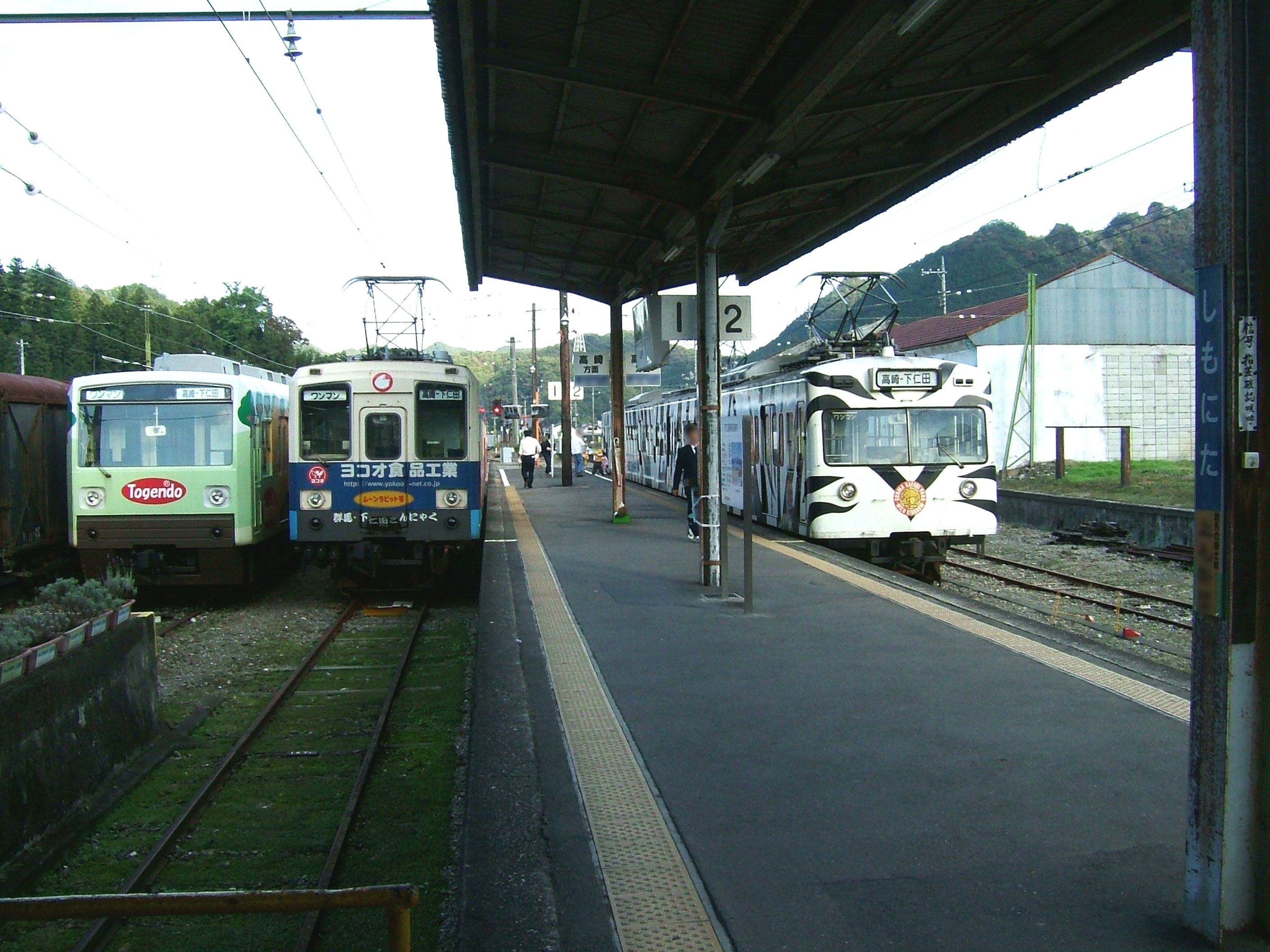
Bahnsteig
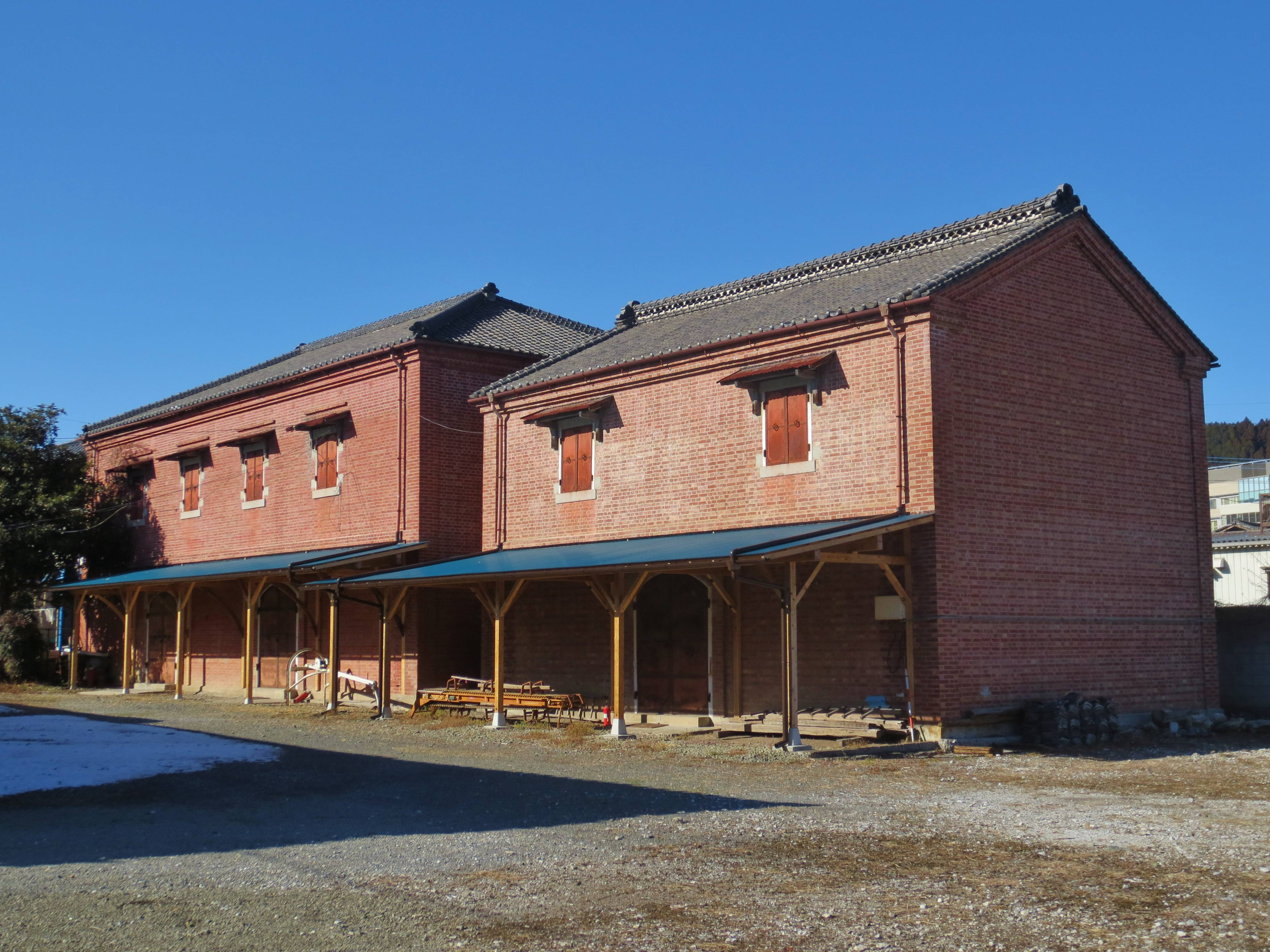
Güterschuppen
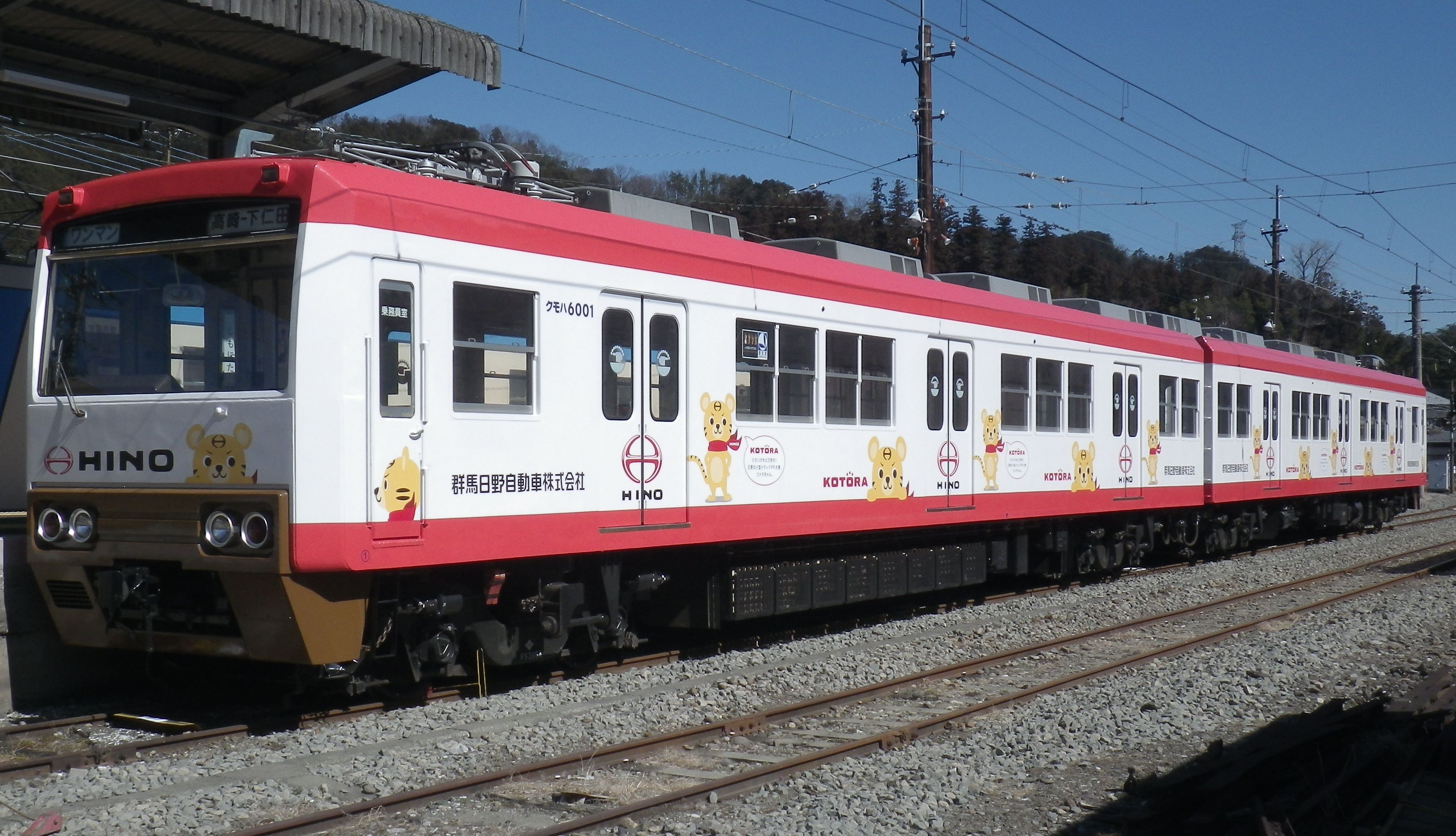
Triebzug der Baureihe 6000
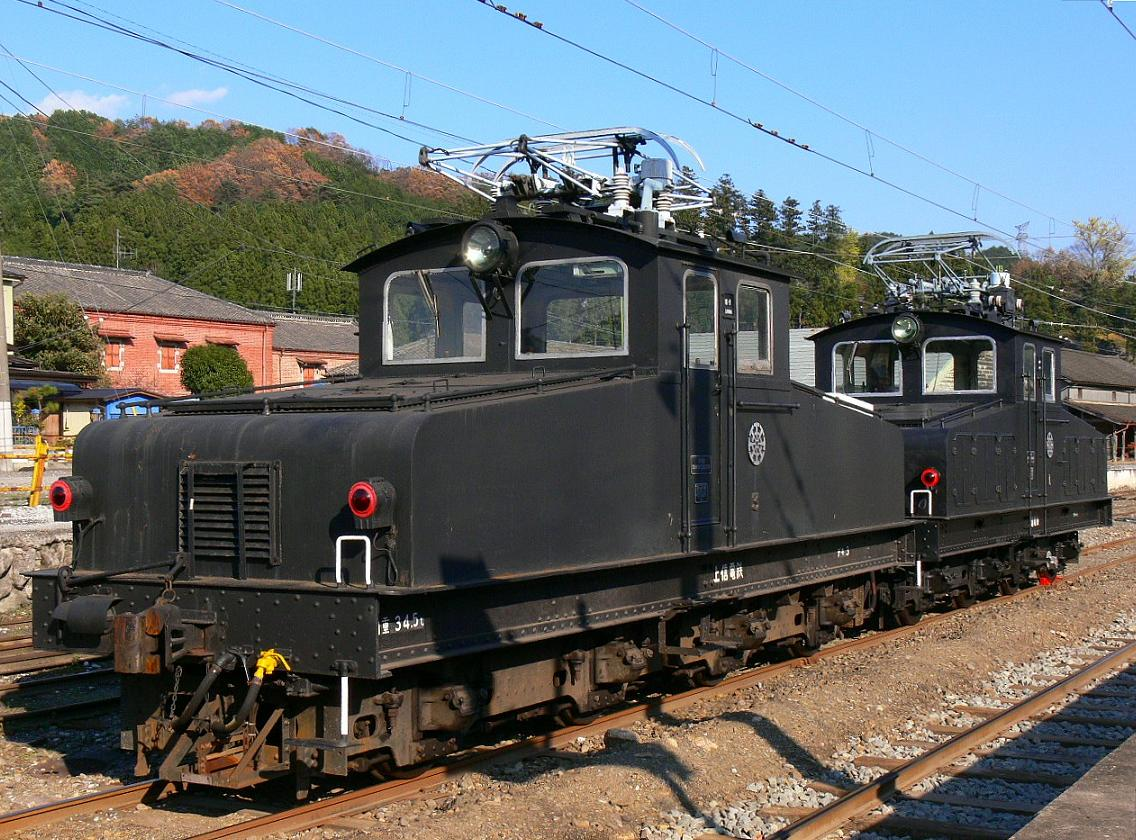
Eloks der Baureihe Deki 1

## Geschichte
Die Bahngesellschaft Ueno Tetsudō (die heutige Jōshin Dentetsu) eröffnete den Bahnhof am 8. September 1897, zusammen mit dem Nanjai bis hierhin führenden Abschnitt der Jōshin-Linie. Ursprünglich bestanden Pläne, die Strecke weiter westwärts nach Haguroshita an der Koumi-Linie zu verlängern, doch Shimonita blieb bis heute die Endstation. Seit jeher ist der Bahnhof ein beliebter Ausgangspunkt für Bergtouren auf die benachbarten Berge Myōgi-san und Arafune-yama.

## Linien
| Verlauf der Jōshin-Linie |
| --- |
| Takasaki • Minami-Takasaki • Sanonowatashi • Negoya • Takasaki-Shōka-Daigakumae • Yamana • Nishi-Yamana • Maniwa • Yoshii • Nishi-Yoshii • Jōshū-Niiya • Jōshū-Fukushima • Higashi-Tomioka • Jōshū-Tomioka • Nishi-Tomioka • Jōshū-Nanokaichi • Jōshū-Ichinomiya • Kanohara • Nanjai • Sendaira • Shimonita |